# Merceyopsis longirostris
Merceyopsis longirostris là một loài rêu trong họ Pottiaceae. Loài này được (Griff.) Broth. & Dixon mô tả khoa học đầu tiên năm 1910.